# Os Originais do Samba
Os Originais do Samba est un groupe musical de samba brésilien formé dans les années 1960 à Rio de Janeiro par des rythmistes des écoles de samba.
Son membre le plus connu était Mussum (pt), qui a joué dans la série télévisée Os Trapalhões avec le groupe d'humoristes du même nom, composé également de Renato Aragão (pt), Zacarias (pt) et Dedé Santana (pt). Le quatuor complète la formation avec Coimbra (au reco-reco), Zinho (à la cuíca) et Claudio (au surdo).
Ils ont joué avec de grands noms de la musique populaire brésilienne comme Jair Rodrigues, Vinicius de Moraes.
Ils effectuent des tournées en Europe et aux États-Unis et sont le premier groupe de samba à se produire à l'Olympia de Paris.
Certains de leurs plus grands succès sont Tá Chegando Fevereiro (Jorge Ben/João Melo), Do Lado Direito da Rua Direita (Luiz Carlos/Chiquinho), A Dona do Primeiro Andar, O Aniversário do Tarzan, Esperanças Perdidas (Adeilton Alves/Délcio Carvalho), E Lá se Vão Meus Anéis (Eduardo Gudin/ PC Pinheiro), Tragédia no Fundo do Mar (Assassinato do Camarão)  (Zeré/Ibrahim), Se Papai Gira (Jorge Ben) et Nego Véio Quando Morre.

## Histoire
Le groupe est d'abord créé sous le nom de « Os Sete Modernos do Samba » en 1960. À partir de 1961, ils commencent à s'appeler « Os Originais do Samba » et à se produire sur les plages et dans les clubs, dont le club Copacabana Palace.
Ils s'installent à Recife après une tournée en Amérique et, en 1968, ils accompagnent Elis Regina dans la chanson gagnante de la Ie Biennale de Samba, Lapinha, de Baden Powell et P. W. Pin,,.
Fort de la bonne visibilité obtenue lors de ce festival, le groupe – formé à l'origine par Bidi, Bigode Chiquinho, Lelei, Rubão et Mussum – rejoint RCA et enregistre son premier album, Os Originais do Samba, en 1969. L'album a été un énorme succès, porté par la chanson Cadê Tereza ?, offerte par Jorge Ben,.
Très remarqués dans la première moitié des années 1970, ils ont eu des succès tels que Do lado direito da rua direita (Luiz Carlos et Chiquinho, 1972), Esperanças perdidas (Adeilton Alves et Délcio Carvalho, 1972) et Tragédia no fundo do mar (Assassinato do camarão) (Ibrain et Zeré, 1974). Ils participent à des festivals et remportent des disques d'or pour les ventes de leurs enregistrements, mêlant chant à l'unisson, tenue vestimentaire standardisée et une bonne dose d'humour.
En 1979, Mussum quitte Originals do Samba pour se consacrer à sa carrière humoristique.
En 1980, ils enregistrent un simple compact (Mulher, Mulher, de Jorge Ben), en 1981 un LP intitulé Eu me Rendo (Fábio Jr.) et en 1983 le LP Canta Meu Povo, Canta.
En 2000, ils enregistrent le CD Ao Vivo avec des invités tels qu'Almir Guineto, Carlos Dafé, Joãozinho Carnavalesco, Dhema, entre autres, avec le succès de la réinterprétation de A Subida do Morro, avec la participation du rappeur Xis.
En 2003, ils enregistrent un CD axé sur le samba-rock, réenregistrant les principaux succès du groupe.
En 2008, avec leurs propres ressources, ils sortent le CD A Corda Arrebenta e o Samba não Cai, avec 15 nouvelles chansons et 2 réenregistrements.
Parmi les éléments de cette formule à succès, « l'expérience » est inscrite dans l'Enciclopédia Brasileira da Música Popular Brasileira e Clássicos do Samba (Encyclopédie brésilienne de la Musique populaire brésilienne et des Classiques de la samba).
À partir de 2017, ils subissent une refonte, ainsi que la typologie qui reflète ce groupe de musique traditionnelle brésilienne. En juin, ils lancent le projet Ontem, Hoje e Sempre (Hier, Aujourd'hui et Toujours), où ils se présentent sous une forme moderne, sans perdre le caractère traditionnel de la samba avec de nouvelles chansons et des apparitions spéciales comme Zeca Pagodinho, Benito di Paula et Reinaldo (pt).

## Membres

### Formation actuelle
- Bigode do Pandeiro
- Juninho
- Rogério Santos
- Marcos Scooby

### Formations antérieures

#### Formation originale
- Mussum (pt) - reco-reco, voix
- Bide - cuíca, voix
- Chiquinho - ganza, voix
- Lelei - tamborim, chant
- Rubão - surdo, voix
- Bigode - pandeiro, voix
- Branca de Neve - violão, voix

#### Deuxième formation
- Coimbra - reco-reco, voix
- Zinho - cuica, voix
- Chiquinho - agogô, voix
- Lelei - tamborim, voix
- Claudio - surdo, voix
- Moustache - pandeiro, voix

#### Troisième formation
- Bigode - pandeiro, voix
- Zeca do Cavaco - cavaquinho, banjo
- Gibi - reco-reco, tamborim
- Socrate - guitare
- Rubinho Lima - percussions
- Valtinho Tato - percussions

### Anciens membres
- Mussum (décédé)
- Chiquinho (décédé)
- Lelei
- Rubão (décédé)
- Bigode
- Almir Guineto (passage rapide en 1979)
- Armando (décédé)
- Branca di Neve (décédé)
- Idi Amin
- Coimbra - reco-reco, voix (à la place de Mussum, en 1980)
- Zinho da Cuica (à la place de Bidi)
- Claudio - surdo (à la place de Branca di Neve)
- Gibi
- Vinicius - batteur
- Biguinho - compositeur (décédé)
- Paulo Rogério, ou Paulão - batteur (décédé)
- Rubinho Lima - plus tard Sambasonic
- Sócrates
- Valtinho Tato
- Zeca do Cavaquinho
- Joãozinho Carnavalesco
- Fritz Escovão
- Betinho Drumms – voix et compositeur
- Zé Carlos (Adorno) - claviériste et arrangeur
- Gêra (décédé)
- Ulysses Costa - batterie (actuelle Banda Tradição Popular)
- Bide (décédé)

## Discographie

### Albums
- Os Originais do Samba (RGE, 1995)
- Os Originais de todos os sambas (RGE, 1997)
- Os Originais do Samba Ao Vivo (Rhythm and Blues, 2000)
- Swing dos Originais (Rhythm and Blues/Canta Brasil, 2003)
- A Corda Arrebenta e o Samba não cai (indépendant, 2008)

### EP/LP[5]
- Os Originais do Samba (RCA, 1969)
- Os Originais do Samba - Volume 2 (RCA, 1970)
- Samba é de Lei (RCA, 1970)
- Samba Exportação (RCA, 1971)
- O Samba é a Corda... Os Originais a Caçamba (RCA, 1972)
- É Preciso Cantar (RCA, 1973)
- Pra que Tristeza (RCA, 1974)
- Alegria de Sambar (RCA, 1975)
- Em Verso e Prosa (RCA, 1976)
- Os Bons Sambistas Vão Voltar (RCA, 1977)
- Aniversario do Tarzan (RCA, 1978)
- Clima Total (RCA, 1979)
- Os Originais do Samba (RCA, 1981)
- Canta, Meu povo, Canta (RCA, 1983)
- A Malandragem Entrou em Greve (Copacabana, 1986)
- Sangue, Suor e Samba (Copacabana, 1989)
- Brincar de Ser Feliz (ChicShow/Fivestar, 1992)
- A Vida é Assim (ChicShow/Fivestar, 1994)

### Autres
- Spectacle / Récital - Baden Powell - Márcia - Os Originais do Samba (Philips, 1968)